# Station Bords
Station Bords is een spoorweghalte in de gemeente Bords in het Franse departement Charente-Maritime.

## Foto's

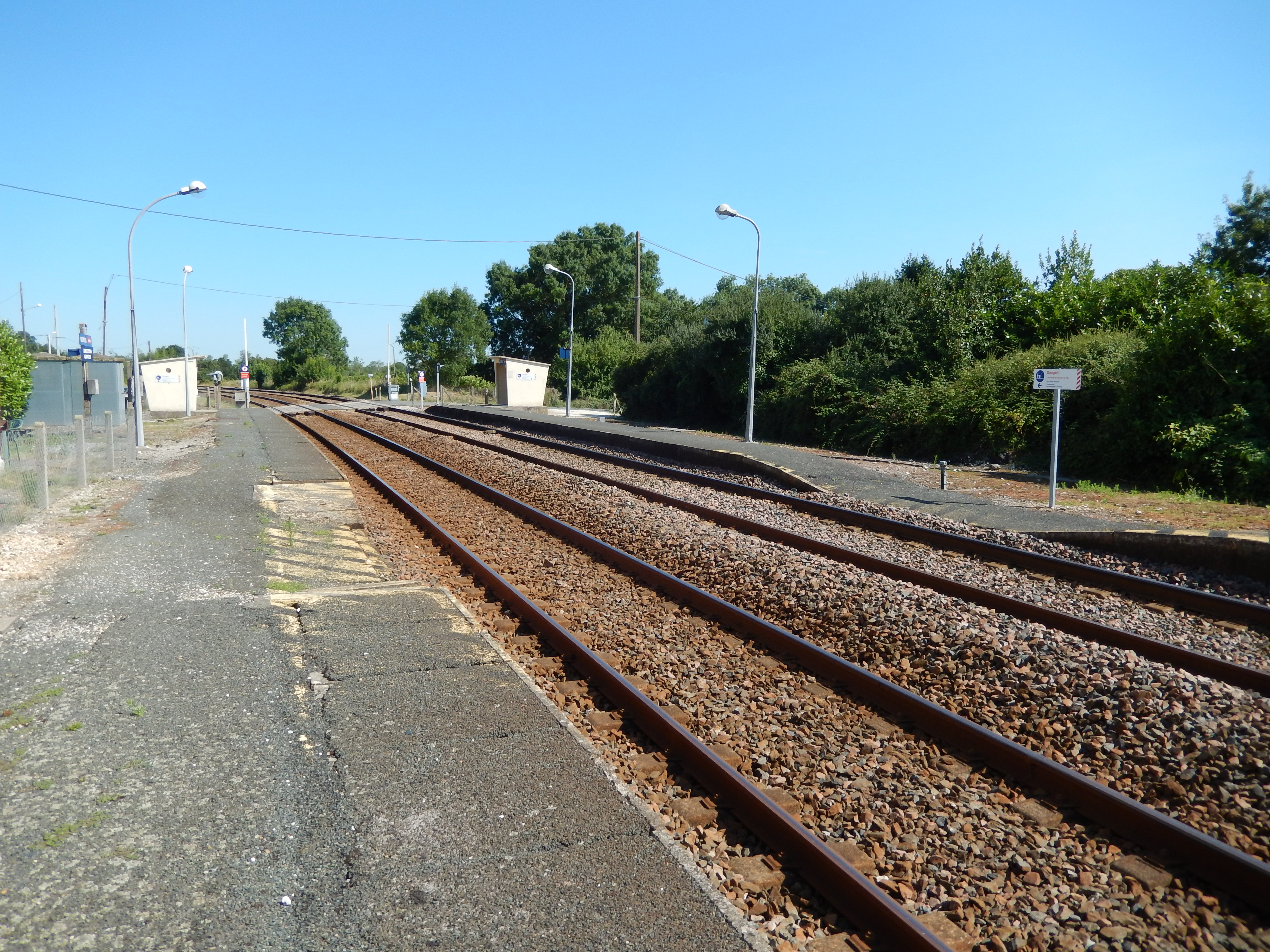